# 루키즈
《루키즈》(영어: ROOKIES)는 모리타 마사노리에 의한 일본의 야구 만화이다. 1998년부터 2003년까지 《주간 소년 점프》(슈에이샤)에 연재되었다. 2008년에 TBS에서 텔레비전 드라마화되어 방송되었고, 2009년 5월 30일에는 극장판이 개봉되었다.

## 줄거리
니코타마가와 학원 고등학교(통칭: 니코가쿠)에 발령받은 신인 교사 가와토 고이치. 그가 그곳에서 만난 것은 부원이 사고를 일으켜 활동 정지중인 야구부이다. 한 때는 봄의 고시엔 출장까지 했던 전통있는 야구부였으나, 현재는 불량학생들의 아지트화되어 부원들은 자포자기 상태이다. 그러나 부원들의 마음 속에 남아있는 열정을 알아챈 가와토. 야구의 '야'자로 몰랐던 가와토는 스스로 야구부 고문이 되어, 야구부의 재건을 위해 움직인다. 이런 가와토의 태도에 마음을 움직인 불량학생들이, 꿈의 고시엔을 목표로 한 이야기이다.

## 텔레비전 드라마
《루키즈》(영어: ROOKIES)는 모리타 마사노리의 원작 만화를 드라마화하여, 2008년 4월 19일부터 7월 26일까지 TBS에서 방송되었다. 주연은 사토 류타. 보통 일본의 텔레비전 드라마는 3개월 동안 방송되지만, 배구 경기의 중계 방송이 겹쳐, 지연되었고 보통 드라마보다 1개월 늦게 종영되었다. 내용은 원작의 설정과는 다른 점이 있다.

### 등장 인물
후타고타마가와 학원 고등학교
- 카와토 코이치 (사토 류타)
- 아니야 케이이치 (이치하라 하야토)
- 미코시바 토오루 (코이데 케이스케)
- 신죠 케이 (시로타 유우)
- 세키가와 슈타 (나카오 아키요시)
- 와카나 토모치카 (다카오카 소스케)
- 히라츠카 타이라 (기리타니 겐타)
- 오카타 유야 (사토 타케루)
- 유후네 테츠로 (이가라시 슌지)
- 히야마 키요오키 (카와무라 요스케)
- 이마오카 시노부 (오노우에 히로유키)
- 야기 도코 (무라카와 에리)

야구부 매니저.
- 이케베 (아사노 가즈유키)

교감 선생님이다.
- 미유미 리에 (후키이시 가즈에)
- 후지무라 다다시 (오스기 렌)

메구로가와 고등학교
- 에나츠 스구루 (가미지 유스케)

특별출연
- 와타베 아츠로

우정출연
- 카와토의 옛 제자 (모리야마 미라이)
- 미코시바의 누나 (아야세 하루카)

## 제작진
- 기획 - 이시마루 아키히코
- 각본 - 이즈미 히로시
- 프로듀서 - 츠루 마사아키
- 연출 - 히라카와 유이치로, 무토우 준, 나카마에 유지, 야마모토 타케요시
- 음악 - 하케 타케시, 타카미 유
- 음악 프로듀스 -시다히로 히데
- 제작 - TBS 텔레비전
- 제작 저작권 - TBS

### 주제가
- GReeeeN 〈키세키〉

| TBS 토요일 밤 8시 드라마 | TBS 토요일 밤 8시 드라마        | TBS 토요일 밤 8시 드라마    |
| 이전 작품                | 작품명                          | 다음 작품                   |
| ------------------------ | ------------------------------- | --------------------------- |
| -                        | ROOKIES (2008.4.19 - 2008.7.26) | 연공 (2008.8.2 - 2008.9.13) |

## 영화
《영화 "루키즈 -졸업-"》(일본어: 映画 "ROOKIES -卒業-")은 2008년 4월기 TBS에서 방송된 드라마 《루키즈》의 극장판 영화로, 일본에서 2009년 5월 30일에 개봉되었다. 영화는 총 흥행수입 85.5억엔을 기록하며, 2009년 개봉된 영화 흥행 1위를 차지했고, 역대 일본 방화 흥행 10위안에 들며 대히트를 하였다.

## 등장 인물
주요 출연진은 드라마판 배우 참조.

### 새로운 출연진
후타고타마가와학원 고등학교
- 아카보시 쇼지 (야마모토 유스케)
- 하마나카 타이요 (이시다 다쿠야)

사사자키 고등학교
- (다케다 고헤이)

### 제작진
- 감독 - 히라카와 유이치로
- 각본 - 이즈미 히로시
- 기획 프로듀서 - 이시마루 아키히코
- 프로듀서 - 사토 요시히로, 하가시 노부히로, 츠루 마사아키, 아키야마 마사토
- 음악 프로듀서 - 시다 히로히데
- 음악 - 하케 타케시, 타카미 유
- 제작 - 영화 "ROOKIES" 제작위원회

TBS TV, 도호, 슈에이샤, S·D·P 케이 팩토리, 마이니치 방송, 어뮤즈, 호리프로, 와타나베 엔터테인먼트, 주부닛폰 방송, RKB 마이니치 방송, 홋카이도 방송, Yahoo! JAPAN
- 배급 - 도호
- 공식 스폰서 - 이토엔, 도요타 자동차, 라이온, 롯데

### 주제가
- GReeeeN 〈遥か 하루카[*]〉